# Collège de France
Collège de France (Francoski kolegij) je prestižna javna visokošolska ustanova, ena od t. i. Grands établissements s sedežem v 5. okrožju Pariza, Francija. Kampus se nahaja v Latinski četrti, nasproti zgodovinskega kampusa pariške Sorbone.
Ustanovil ga je Franc I. Francoski leta 1530, na pobudo Guillauma Budéja kot alternativo Sorboni, s poudarkom na humanističnih disciplinah, kot so poučevanje hebrejščine in stare grščine, pa tudi matematike. Sprva se je imenoval Collège Royal, nato Collège des Trois Langues (latinsko Collegium Trilingue), Collège National in Collège Impérial, sedanje ime pa ima od leta 1870.
Šola ne podeljuje lastnih akademskih nazivov, predavanja pa so odprta za vsakogar in brezplačna. Ima več laboratorijev za poučevanje in raziskovanje ter znamenito knjižnico z redkimi publikacijami.
Skozi zgodovino je tu študiralo mnogo znanih učenjakov, med njimi naravoslovec Georges Cuvier, fiziolog Claude Bernard, pesnik Adam Mickiewicz in filozof Michel Foucault. Med znanimi predavatelji je Nobelov nagrajenec za fiziko leta 2012 Serge Haroche.